# 유럽화
유럽화(영어: Europeanisation, Europeanization)는 다음과 같은 여러 가지 관련 현상과 변화의 패턴을 말한다.
- 개념적으로는 비유럽적인 주제(문화, 언어, 도시 또는 국가)가 유럽의 여러 특징(서구화)을 채택하는 과정을 의미한다.
- 사회과학 밖에서는 일반적으로 유럽 대륙의 정체성이나 정치성이 대륙의 국가 정체성과 정치성 이상에서 성장하는 것을 말한다.
- 유럽화는 또한 유럽 연합의 정치 경제적 역동성이 국가 정치와 정책 결정의 조직적 논리의 일부가 되는 과정을 뜻하기도 한다.

## 정의
정치학에서 유럽화는 매우 일반적으로 '더 유럽적이 되는 것'으로 언급되어 왔다. 이 용어의 가장 초기의 개념 중 하나는 라드레흐(1994, 69)에 의한 것으로, 라드레흐는 유럽화를 단순히 '정치 및 경제 역학 관계가 국가 정치와 정책 수립의 조직적 논리의 일부가 될 정도로 정치의 방향과 형태를 다시 방향화하는 점진적 과정'으로 정의한다.
이것은 유럽화에 대한 '하향식 접근법'이라고 알려진 것을 강조하는데, 이 접근법에서 변화는 국가 정책에 대한 연합의 영향에서 나온다. 국가는 연합의 행동에 대해 반응하는 것으로 간주된다. 고려해야 할 또 다른 정의는 라다엘리로부터 왔는데, 라다엘리는 유럽화를 "건설, 확산 및 공식 및 비공식 규칙, 절차, 정책 패러다임, 스타일, '일하는 방법' 등 처음 정의되고 통합되는 공유된 신념과 규범에 대한 제도화"로 설명한다. EU 정책 프로세스 및 국내(국가 및 국가 이하) 담론, 정치 구조 및 공공 선택 논리에 통합됨."으로 정의 하였다. 좀 더 최근에 무무츠(2011년: 612쪽)는 라다엘리의 정의를 개정하여 유럽화를 '국내(국가 및 국가) 담론, 정치 구조 및 공식 및 비공식 규칙, 절차, 정책 패러다임, 스타일 등의 공공 정책에 통합하는 과정'으로 정의해야 한다고 주장하였다."
'아래로 위로' 접근방식에서 유럽화는 국가가 주어진 영역에서 유럽연합의 정책에 영향을 주기 시작할 때 발생한다. 보다 미묘한 분석은 유럽의 다양한 수준에서 정책 행위자들의 제도적 상호작용이 국가, 지역 및 기타 정체성의 재정의로 이어지며, 유럽에서는 여러 수준의 통치가 반드시 서로 반대되는 것으로 보이지 않는다. 예를 들어, 선출된 대표자는 단일 국가를 위해 바르셀로나, 카탈루냐, 스페인, 유럽 또는 암스테르담, 네덜란드, 유럽에 누워 있는 것과 같은 충성과 책임을 볼 수 있다. 새뮤얼 헌팅턴을 비롯한 일부 학자들은 유럽국가들의 시민들이 포르투갈, 영국, 프랑스, 독일, 이탈리아 등보다는 점점 더 자신을 그런 사람으로 인식한다고 주장한다. 분명한 변화의 영역은 유럽의 제도에 있다; 유럽연합의 확대와 많은 지역에서 국가 회원국 정부에 대한 점진적인 권한의 획득은 중앙집권화된 유럽의 정치를 만들어내고 있다. 유럽 연합의 경제 통화 연합이 그 예가 될 것이다; 이 경우, 유로를 사용하는 국가들은 그들의 통화 정책에 대한 통제를 유럽 중앙 은행에 넘겼다.
유럽화의 또 다른 관점은 '수평적 접근법'이다. 이 접근법은 유럽연합 회원국들 간의 정치, 정책 및 정책 수립을 고려한다. 이양 방식은 '소프트 법률'의 형식에 근거한다. 강제성이 아니라 '베스트 프랙티스'와 상호 인정에 근거한다.
유럽화가 결국 완전한 유럽 정부로 이어질 지속적 과정인지 아니면 중앙집권화가 지속적인 국가 정체성을 극복할 수 없을 것인지, 아니면 지역주의에 대한 관심이 높아질 것인지 여부는 어느 정도 논의의 여지가 있다.

## 관련 내용
- 유럽 연합
- 유럽주의
- 세계화
- 유럽 연합의 확대

## 같이 보기
- 유럽 통합
- 범유럽주의
- 친유럽주의
- 세계화
- 튀르키예의 유럽 연합 가입

## 관련 도서
- Börzel, T and Risse (2003) Conceptualizing the Domestic Impact of Europe: In K. Featherstone and C Radaelli (eds), The Politics of Europeanization, Oxford: Oxford University Press, pp. 57–80
- Cernat, L. (2006) Europeanization, Varieties of Capitalism and Economic Performance in Central and Eastern Europe, New York: Palgrave Macmillan.
- Howell, K. E. (2004) Developing Conceptualisations of Europeanization: Synthesising Methodological Approaches Queens University Belfast Working Papers
- Howell, K. E. (2004) Europeanization, European Integration and Financial Services. Palgrave.
- Maas, Willem (2007). 《Creating European Citizens》. Lanham: Rowman & Littlefield. ISBN 978-0-7425-5485-6.
- Johan Olsen, The Many Faces of Europeanization, ARENA Working Papers, 2002.
- Schmale, Wolfgang (2011): Processes of Europeanization, European History Online, Mainz: Institute of European History, retrieved: November 16, 2011.